# Patriarchi di Costantinopoli
La presente voce contiene l'elenco in ordine cronologico dei patriarchi di Costantinopoli.

## Patriarchi greco-ortodossi di Costantinopoli

### Dal 381 fino al Grande Scisma
- Nettario (381-397)
- San Giovanni I Crisostomo (398-404)
- Arsazio (27 giugno 404 - 11 novembre 405 deceduto)[1]
- Attico (marzo 406 - 10 ottobre 425 deceduto)[1]
- Sisinio I (28 febbraio 426 - 24 dicembre 427)[1]
- Nestorio (10 aprile 428 - 11 luglio 431 deposto)[1]
- Massimiano (25 ottobre 431 - 12 aprile 434 deceduto)[1]
- San Proclo (aprile 434 - 446 deceduto)
- San Flaviano (446 - 449 deceduto)
- Sant'Anatolio (449 - 3 luglio 458 deceduto)
- San Gennadio I (agosto/settembre 458 - 20 novembre 471 deceduto)
- Acacio (novembre 471 - 489 deceduto)
- Fravitta o Phrabitas (dicembre 489 - marzo 490 deceduto)
- Eufemio (490 - 496 deposto)
- Macedonio II (luglio 496 - 6 o 11 agosto 511 deposto)
- Timoteo I (ottobre 511 - 5 aprile 518 deceduto)
- Giovanni II di Cappadocia (17 aprile 518 - 19 gennaio 520 deceduto)
- Epifanio (febbraio 520 - 5 giugno 535 deceduto)
- Antimo I (giugno 535 - marzo 536 deposto)
- San Mena (marzo 536 - agosto 552 deceduto)
- San Eutichio (agosto 552 - gennaio 565 deposto)
- Giovanni III Scolastico (12 aprile 565 - 31 agosto 577 deceduto)
- San Eutichio (ottobre 577 - aprile 582 deceduto) (per la seconda volta)
- San Giovanni IV Nesteutes (12 aprile 582 - 2 settembre 595 deceduto)[2]
- Ciriaco (fine del 595 o inizi del 596 - 29 ottobre 606 deceduto)
- San Tommaso I (23 gennaio 607 - 20 marzo 610 deceduto)[1]
- Sergio I (18 aprile 610 - 9 dicembre 638 deceduto)
- Pirro I (20 dicembre 638 - 29 settembre 641 deposto)
- Paolo II (ottobre 641 - dicembre 653 deceduto)
- Pirro I (9 gennaio 654 - 1º giugno 654 deceduto) (per la seconda volta)
- Pietro (giugno 654 - ottobre 666 deceduto)[1]
- Tommaso II (17 aprile 667 - 15 novembre 669 deceduto)[1]
- Giovanni V (novembre 669 - 18 agosto 675 deceduto)[1]
- San Costantino I (2 settembre 675 - 9 agosto 677 deceduto)[1]
- San Teodoro I (agosto/settembre 677 - novembre/dicembre 679 deposto)[1]
- San Giorgio I (novembre/dicembre 679 - gennaio/febbraio 686)[1]
- San Teodoro I (gennaio/febbraio 686 - dicembre 687) (per la seconda volta)[1]
- San Paolo III (gennaio 688 - 20 agosto 694)[1]
- San Callinico I (settembre 694 - primavera 706 deposto)[1]
- San Ciro (primavera 706 - inizio del 712 deposto)[1]
- Giovanni VI (inizio del 712 - luglio/agosto 715 deceduto)[1]
- San Germano I (11 agosto 715 - 17 gennaio 730 deposto)[1]
- Anastasio (22 gennaio 730 - gennaio 754 deceduto)[1]
- Costantino II (8 agosto 754 - 30 agosto 766 deposto)[1]
- Niceta (16 novembre 766 - 6 febbraio 780 deceduto)[1]
- Paolo IV (20 febbraio 780 - 31 agosto 784 dimesso)[1]
- San Tarasio (25 dicembre 784 - 18 febbraio 806 deceduto)[1]
- San Niceforo I (12 aprile 806 - 13 marzo 815 deposto)[1]
- Teodoto I di Cassiteras (1º aprile 815 - dicembre 820 o gennaio 821 deceduto)[3]
- Antonio I (gennaio o febbraio 821 - gennaio 837 deceduto)[3]
- Giovanni VII Grammatico (21 gennaio 837 - 4 marzo 843 deposto)[3]
- San Metodio I (marzo 843 - 14 giugno 847 deceduto)[4]
- Sant'Ignazio I (847- 23 novembre 858 deposto)[4]
- San Fozio I (25 dicembre 858 - 16 settembre 867 deposto)[4]
- Sant'Ignazio I (867 - 23 ottobre 878 deceduto) (per la seconda volta)
- San Fozio I (23 ottobre 878 - 27 settembre 887 deposto) (per la seconda volta)[4]
- Stefano I (25 dicembre 887 - 17 maggio 893 deceduto)[4]
- Antonio II Cauleas (3 agosto 893 - 12 febbraio 901 deceduto)[4]
- Nicola I Mistico (901 - 1º febbraio 907 deposto)[4]
- Sant'Eutimio (maggio 907 - luglio 912 deposto)[4]
- Nicola I Mistico (912 - 15 maggio 925 deceduto) (per la seconda volta)[5]
- Stefano II di Amasea (agosto 925 - luglio 927 deceduto)[5]
- Trifone (14 dicembre 927 - agosto 931 deposto)[5]
  - Sede vacante (931-933)
- Teofilatto (2 febbraio 933[5] - 27 febbraio 956[6] deceduto)
- San Polieucte (3 aprile 956 - 16 gennaio 970 deceduto)
- Basilio I Scamandreno (13 febbraio 970 - seconda metà del 973 deposto)[7][8]
- Antonio III Studita (dicembre 973 - gennaio 976 dimesso)[7][8]
  - Sede vacante (976-980)
- Nicola II Crisoberge (maggio 980 - 16 dicembre 992 deceduto)[7][8]
  - Sede vacante (992-996)
- Sisinio II (12 aprile 996 - 24 agosto 998 deceduto)[9]
  - Sede vacante (998-1001)
- Sergio II (giugno/luglio 1001 - luglio 1019 deceduto)[9]
- Eustazio (luglio 1019 - prima del 15 dicembre 1025 deceduto)[9]
- Alessio I Studita (15 dicembre 1025 - 20 febbraio 1043 deceduto)[9]

### Dal Grande Scisma alla Caduta di Costantinopoli
- Michele I Cerulario (25 marzo 1043 - 21 gennaio 1059 deceduto)[9]
- San Costantino III Licude (2 febbraio 1059 - 9 o 10 agosto 1063 deceduto)[9]
- Giovanni VIII Xifilino (1º gennaio 1064 - 2 agosto 1075 deceduto)[9]
- Cosma I (2 agosto 1075 - 8 maggio 1081 dimesso)[9]
- Eustrazio Garida (maggio 1081 - luglio 1084 dimesso)[9]
- Nicola III Grammatico (agosto 1084 - prima del 24 maggio 1111 deceduto)[9]
- Giovanni IX Agapeto (24 maggio 1111 - fine aprile 1134 deceduto)[9][10]
- Leone Styppes (maggio 1134 - gennaio 1143 deceduto)[10]
- Michele II Curcuas (luglio 1143 - marzo 1146 deceduto)[10]
- Cosma II Attico (fine aprile 1146 - 26 febbraio 1147 deposto)[10]
- Nicola IV Muzalone (dicembre 1147 - marzo o aprile 1151 deceduto)[10]
- Teodato II (tra marzo/aprile 1151 e aprile 1152 - tra ottobre 1153 e ottobre 1154 deceduto)[10]
- Neofito I (tra ottobre 1153 e novembre 1154 deceduto)[10]
- Costantino IV Cliareno (novembre 1154 - fine maggio 1157 deceduto)[10]
- Luca Crisoberge (agosto/ottobre 1157 - tra novembre 1169 e gennaio 1170 deceduto)[10]
- Michele III di Anchialo (gennaio 1170 - marzo 1178 deceduto)[10]
- Caritone (tra marzo e agosto 1178 - tra febbraio e luglio 1179 deceduto)[10]
- Teodosio I Borradiote (tra febbraio e luglio 1179 - agosto 1183 dimesso)[10]
- Basilio II Camatero (agosto 1183 - febbraio 1186 deceduto)[10]
- Niceta II Montane (febbraio 1186 - febbraio 1189 deceduto)[10]
- Dositeo (febbraio 1189)[10]
- Leonzio Teotochite (febbraio/marzo 1189 - settembre/ottobre 1189 deceduto)[10]
- Dositeo (settembre/ottobre 1189 - 3 settembre 1191 dimesso) (per la seconda volta)[10]
- Giorgio II Xilifino (10 settembre 1191 - 7 luglio 1198 deceduto)[10]
- Giovanni X (5 agosto 1198 - aprile/maggio 1206 deceduto)[10]
  - Sede vacante (1206-1208)
- Michele IV Autoreiano (20 marzo 1208 - 26 agosto 1214 deceduto)[11]
- Teodoro II Irenico (28 settembre 1214 - 31 gennaio 1216 deceduto)[11]
- Massimo II (fine giugno 1216 - fine dicembre 1216 deceduto)[11]
- Manuele I Caranteno (circa marzo 1217 - autunno 1222 deceduto)[11]
- Germano II (4 gennaio 1223 - giugno 1240 deceduto)[11]
- Metodio II (seconda metà del 1241)[11]
  - Sede vacante (1241-1243)
- Manuele II (agosto/ottobre 1243 - ottobre 1254 deceduto)[11]
- Arsenio Autoreianus (fine novembre 1254 - febbraio/marzo 1260 dimesso)[11]
- Niceforo II (marzo 1260 - febbraio 1261 deceduto)[11]
- Arsenio Autoreianus (maggio/giugno 1261 - maggio/giugno 1264 deposto) (per la seconda volta)[11]
- Germano III (25 maggio 1265 - 14 settembre 1266 dimesso)[11]
- Giuseppe I Galesiotes (28 dicembre 1266 - 9 gennaio 1275 dimesso)[11]
- Giovanni XI Bekkos (26 maggio 1275 - 26 dicembre 1282 dimesso)[11]
- Giuseppe I Galesiotes (31 dicembre 1282 - 23 marzo 1283 deceduto) (per la seconda volta)[11]
- Gregorio II Cyprio (28 marzo 1283 - giugno 1289 dimesso)[11]
- Atanasio I (14 ottobre 1289 - 16 ottobre 1293 dimesso)[11]

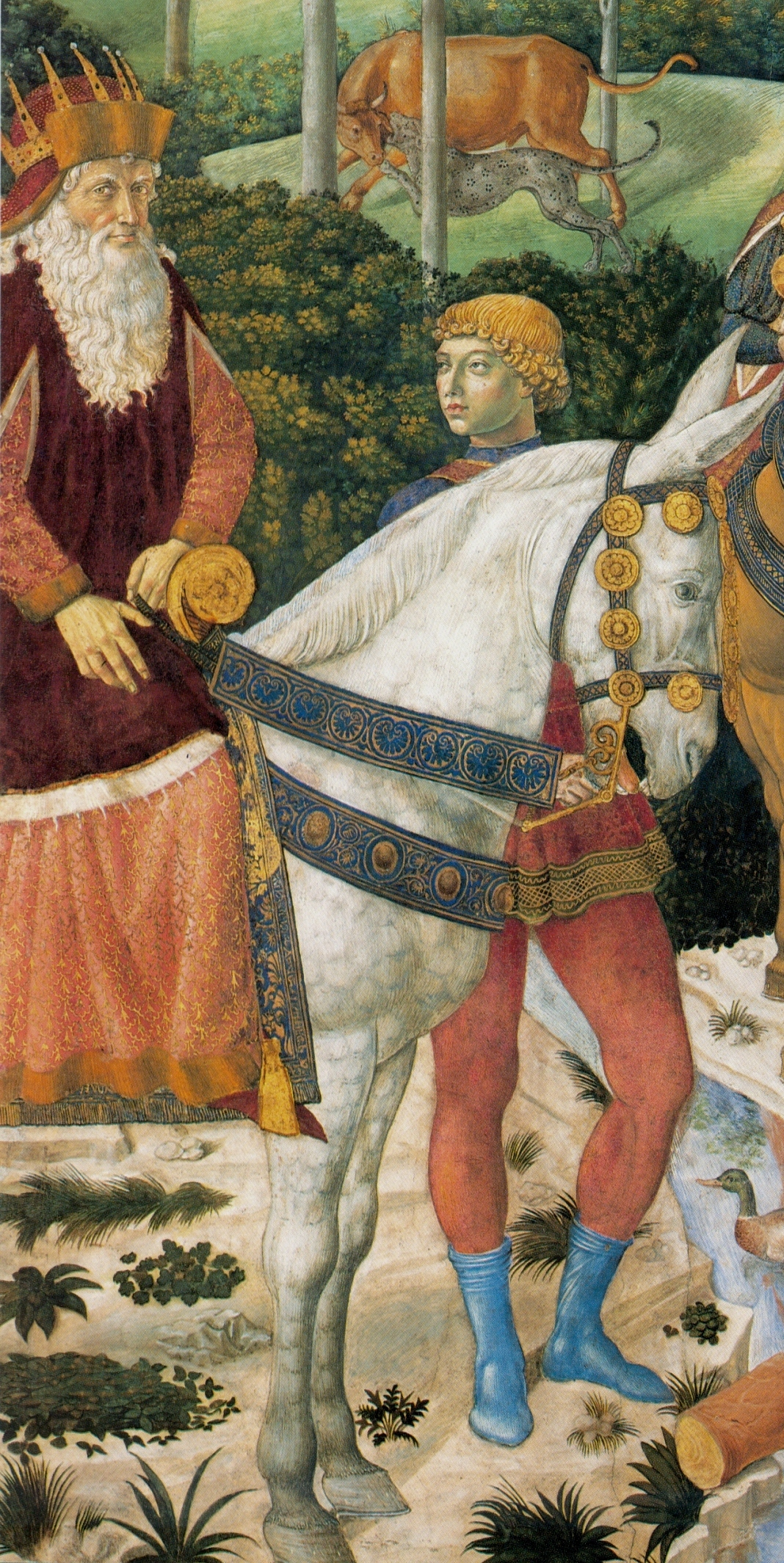
Giuseppe II, patriarca di Costantinopoli nell'affresco della Cavalcata dei Magi di Benozzo Gozzoli, Cappella dei Magi, Firenze.

- Giovanni XII (1º gennaio 1294 - 21 giugno 1303 dimesso)[11][12]
- Atanasio I (23 giugno 1303 - settembre 1309 dimesso) (per la seconda volta)[11][12]
- Nefone I (9 maggio 1310 - 11 aprile 1314)[12][13]
- Giovanni XIII Glykys (12 maggio 1315 - 11 maggio 1319)[12]
- Gerasimo I (21 marzo 1320 - 20 aprile 1321 deceduto)[12]
  - Sede vacante (1321-1323)
- Gesaia (11 novembre 1323 - 13 maggio 1332 deceduto)[12]
  - Sede vacante (1332-1334)
- Giovanni XIV Kalekas (febbraio 1334 - 2 febbraio 1347 deposto)[12]
- Isidoro I (17 maggio 1347 - febbraio/marzo 1350 deceduto)[12]
- Callisto I (1350 - 14 agosto 1353 deposto)[14]
- Filoteo Kokkinos (inizio settembre 1353 - gennaio/febbraio 1355 deposto)[14]
- Callisto I (gennaio/febbraio 1355 - agosto 1363 deceduto) (per la seconda volta)[14]
- Filoteo Kokkinos (1364-1376) (per la seconda volta)
- Macario (1376-1379, 1390-1391)
- Nilo Kerameus (1379-1388)
- Antonio IV (1389-1390, 1391-1397 deceduto)
- Callisto II Xanothopoulos (maggio 1397 - agosto 1397)[15]
- Matteo I (ottobre 1397 - agosto 1410 deceduto)[15]
- Eutimio II (26 ottobre 1410 - 29 marzo 1416 deceduto)[16]
- Giuseppe II (21 maggio 1416 - 10 giugno 1439 deceduto)[17]
- Metrofane II (1440-1443)
- Gregorio III Mammas (1443-1450, deceduto a Roma 1459)
- Atanasio II (1450-1453, fuggito al M. Athos e deceduto in Ucraina)

Il 29 maggio 1453 cadde Costantinopoli, segnando la fine dell'impero bizantino. Il patriarcato ecumenico diventò sottoposto all'impero ottomano.

### Dal 1453 al 1466
- Gennadio II Scolario † (6 gennaio 1454 - 6 gennaio 1456 dimesso)[18]
- Isidoro II Xanthopoulos † (circa 15 gennaio 1456 - 31 marzo 1462 deceduto)[18]

Sono possibili tre successioni per i patriarchi dal 1462 al 1466:
Secondo Kiminas (2009):
- Josafat I † (aprile 1462 - aprile 1463, deposto)
- Gennadio II † (aprile 1463 - giugno 1463, dimesso)
- Sofronio I † (giugno 1463 - luglio 1464, deceduto)
- Gennadio II † (agosto 1464 - autunno 1465, dimesso)
- Marco II † (autunno 1465 - autunno 1466, deposto)
- Simeone I † (autunno 1466 - fine 1466, deposto)

Secondo Laurent (1968):
- Josafat I † (aprile 1462 - aprile 1463, deposto)
- Gennadio II † (aprile 1463 - maggio 1463, dimesso)
- Sofronio I † (maggio 1463 - luglio 1464, deceduto)
- Gennadio II † (agosto 1464 - autunno 1465, dimesso)
- Simeone I † (autunno 1465, deposto)
- Marco II † (inizio 1466 - autunno 1466, deposto)

Secondo Germanos di Sardi (1933-38):
- Gennadio II † (estate 1462 - estate 1463, dimesso)
- Sofronio I † (agosto 1463 - agosto 1464, deceduto)
- Gennadio II † (agosto 1464 - autunno 1464, dimesso)
- Josafat I † (inizio 1465 - inizio 1466, deposto)
- Marco II † (inizio 1466 - metà 1466, deposto)
- Simeone I † (metà 1466 - fine 1466, deposto)

### Dal 1466 ad oggi
- San Dionisio I † (fine 1466 - fine 1471 deposto)[18]
- Simeone I † (fine 1471 - gennaio/febbraio 1475 deposto) (per la seconda volta)[18]
- Raffaele I † (1475 - inizio 1476 deposto)[18]
- San Massimo III † (1476 - 3 aprile 1482 deceduto)[18]
- Simeone I † (aprile 1482 - autunno 1486 deposto) (per la terza volta)
- San Nefone II (1486 - 1488, deposto)
- San Dionisio I (1488 - 1490, dimesso)
- Massimo IV (1491 - 1497, deposto)
- San Nefone II (1497 - 1498, deposto)
- Gioacchino (1498 - 1502, deposto)
- San Nefone II (1502, dimesso)
- Pacomio I (1503 - 1504, deposto)
- Gioacchino I (1504, deceduto)
- Pacomio I (1504 - 1513, deceduto)
- Teolepto I (1513 - 1522, deceduto)
- Geremia I (31 dicembre 1522 - 1524, deposto)
- Joannicus I (1524 - 24 settembre 1525, deposto e scomunicato)
- Geremia I (24 settembre 1525 - 13 gennaio 1546, deceduto)
- Dionisio II (1546 - 1556)
- Josafat II (1556 - 1565)
- Metrofane III (1565 - 1572, deposto)
- Geremia II (1572 - 1579, deposto)
- Metrofane III (1579 - 9 agosto 1580, deceduto)
- Geremia II (agosto 1580 - 22 febbraio 1584, deposto)
- Pacomio II (22 febbraio 1584 - 1585, deposto)
- Teolepto II (1585 - 1586, deposto)
- Geremia II (aprile 1587 - settembre 1595, deceduto)
- Matteo II (febbraio 1596, elezione non riconosciuta)
- Gabriele I (marzo - agosto 1596, deceduto)
- Teofane I (agosto 1596 - febbraio 1597, dimesso)
- San Melezio I (marzo 1597 - marzo/aprile 1598, dimesso)
- Matteo II (aprile 1598 - gennaio 1602, dimesso)
- Neofito II (3 aprile 1602 - gennaio 1603, deposto)
- Matteo II (gennaio 1603, dimesso)
- Raffaele I (marzo 1603 - ottobre 1607, deposto)
- Neofito II (15 ottobre 1607 - ottobre 1612, deposto)
- Ieromartire Cirillo I, come reggente (ottobre 1612, dimesso)
- Timoteo II (ottobre/novembre 1612 - 3 settembre 1620, deceduto)
- Ieromartire Cirillo I (4 novembre 1620 - 12 aprile 1623, deposto)[22]
- Gregorio IV (12 aprile 1623 - 18 giugno 1623, deposto)[22]
- Antimo II (18 giugno 1623 - 22 settembre 1623, dimesso)[22]
- Ieromartire Cirillo I (22 settembre 1623 - 4 ottobre 1633, deposto)[22]
- Cirillo II (4 ottobre 1633 - 11 ottobre 1633, deposto)[22]
- Ieromartire Cirillo I (11 ottobre 1633 - 25 febbraio 1634, deposto)[22]
- Sant'Atanasio III (inizio marzo 1634 - inizio aprile 1634, deposto)
- Ieromartire Cirillo I (aprile 1634 - 1/10 marzo 1635, deposto)[22]
- Cirillo II (1/10 marzo 1635 - giugno 1636, deposto) (per la seconda volta)[22]
- Neofito III (giugno 1636 - 5 marzo 1637, dimesso)
- Ieromartire Cirillo I (circa 5 marzo 1637 - 20 giugno 1638, deposto)[22]
- Cirillo II (20 giugno 1638 - giugno 1639, deposto) (per la terza volta)[22]
- Partenio I (1º luglio 1639 - 8 settembre 1644 deposto)[22]
- Partenio II (8 settembre 1644 - 16 novembre 1646)[22]
- Joannicus II (16 novembre 1646 - 29 ottobre 1648)[22]
- Partenio II (29 ottobre 1648 - 16 maggio 1651) (per la seconda volta)[22]
- Joannicus II (inizio giugno 1651 - metà giugno 1652) (per la seconda volta)[22]
- Cirillo III (metà giugno 1652, deposto)[23]
- Sant'Atanasio III (metà giugno 1652 - fine giugno 1652, dimesso) (per la seconda volta)[22]
- Paisio I (1º agosto 1652 - inizio aprile 1653, deposto)[22]
- Joannicus II (inizio aprile 1653 - inizio marzo 1654, deposto) (per la terza volta)[22]
- Cirillo III (prima metà di marzo 1654, deposto) (per la seconda volta)[24]
- Paisio I (metà marzo 1654 - marzo 1655, deposto) (per la seconda volta)[22]
- Joannicus II (marzo 1655 - metà luglio 1656, deposto) (per la quarta volta)[22]
- Nuovo Ieromartire Partenio III (26 luglio 1656 - 24 marzo 1657, giustiziato)
- Nuovo Ieromartire Gabriele II (23 aprile 1657 - 30 aprile 1657, deposto e successivamente giustiziato)
- Partenio IV (1º maggio 1657 - giugno 1662 deposto)
- Dionisio III (29 giugno 1662 - 21 ottobre 1665 deposto)[22]
- Partenio IV (21 ottobre 1665 - 9 settembre 1667 deposto) (per la seconda volta)
- Clemente (9 settembre 1667 - 21 ottobre 1667 deposto)
- Metodio III (5 gennaio 1668 - inizio marzo 1671 dimesso)[22]
- Partenio IV (inizio marzo 1671 - 7 settembre 1671 deposto) (per la terza volta)
- Dionisio IV (8 novembre 1671 - 25 luglio o 14 agosto 1673)
- Gerasimo II (14 agosto 1673 - dicembre 1674)
- Partenio IV (1º gennaio 1675 - circa 29 luglio 1676 deposto) (per la quarta volta)
- Dionisio IV (29 luglio 1676 - 29 luglio 1679) (per la seconda volta)
- Atanasio IV (30 luglio 1679 - 10 agosto 1679)
- Giacomo (10 agosto 1679 - 30 luglio 1682)
- Dionisio IV (30 luglio 1682 - 10 marzo 1684) (per la terza volta)
- Partenio IV (10 marzo 1684 - 20 marzo 1685 dimesso) (per la quinta volta)
- Giacomo (20 marzo 1685 - fine marzo 1686) (per la seconda volta)
- Dionisio IV (fine marzo 1686 - 17 ottobre 1687) (per la quarta volta)
- Giacomo (17 ottobre 1687 - 3 marzo 1688) (per la terza volta)
- Callinico II (3 marzo 1688 - 27 novembre 1688)
- Neofito IV (27 novembre 1688 - 7 marzo 1689)
- Callinico II (7 marzo 1689 - luglio/agosto 1693) (per la seconda volta)
- Dionisio IV (agosto 1693 - aprile 1694) (per la quinta volta)
- Callinico II (aprile 1694 - 8 agosto 1702) (per la terza volta)
- Gabriele III (metà agosto 1702 - 17 ottobre 1707 deceduto)
- Neofito V (circa 20 ottobre 1707)[25]
- Cipriano I (27 ottobre 1707 - fine maggio 1709 deposto)
- Atanasio V (circa fine maggio 1709 - inizio dicembre 1711 deposto)
- Cirillo IV (inizio dicembre 1711 - inizio novembre 1713 deposto)
- Cipriano I (inizio novembre 1713 - 28 febbraio 1714 dimesso) (per la seconda volta)
- Cosma III (28 febbraio 1714 - 23 marzo 1716)[26]
- Geremia III (23/25 marzo 1716 - 19 novembre 1726 deposto)
- Callinico III (19 novembre 1726 - 20 novembre 1726, deceduto)
- Paisio II (20 novembre 1726 - metà settembre 1732 deposto)
- Geremia III (15 settembre 1732 - metà marzo 1733 dimesso) (per la seconda volta)
- Serafino I (metà marzo 1733 - fine settembre 1734 deposto)
- Neofito VI (27 settembre 1734 - agosto 1740 deposto)
- Paisio II (agosto 1740 - metà maggio 1743 deposto) (per la seconda volta)
- Neofito VI (metà maggio 1743 - marzo 1744) (per la seconda volta)
- Paisio II (marzo 1744 - 28 settembre 1748 deposto) (per la terza volta)
- Cirillo V (28 settembre 1748 - fine maggio 1751 deposto)
- Paisio II (maggio/ giugno 1751 - inizio settembre 1752 deposto) (per la quarta volta)
- Cirillo V (inizio settembre 1752 - 16 gennaio 1757 deposto) (per la seconda volta)
- Callinico IV (16 gennaio 1757 - 22 luglio 1757 dimesso)
- Serafino II (22 luglio 1757 - 26 marzo 1761 deposto)
- Joannicus III (26 marzo 1761 - 21 maggio 1763 deposto)
- Samuele I (24 maggio 1763 - 5 novembre 1768 deposto)
- Melezio II (1769 - 1769 deposto)
- Teodosio II (aprile 1769 - 16 novembre 1773 deposto)
- Samuele I (17 novembre 1773 - dicembre 1774 deposto) (per la seconda volta)
- Sofronio II (14 dicembre 1774 - 19 ottobre 1780 deceduto)
- Gabriele IV (8 dicembre 1780 - 29 giugno 1785 deceduto)
- Procopio I (29 giugno 1785 - 30 aprile 1789 dimesso)
- Neofito VII (1º maggio 1789 - 1º marzo 1794 dimesso)
- Gerasimo III (3 marzo 1794 - 19 aprile 1797 dimesso)
- Gregorio V (19 aprile 1797 - 18 dicembre 1798 dimesso)
- Neofito VII (19 dicembre 1798 - 17 giugno 1801 dimesso) (per la seconda volta)
- Callinico V (17 giugno 1801 - 22 settembre 1806 dimesso)
- Gregorio V (23 settembre 1806 - 10 settembre 1808 dimesso) (per la seconda volta)
- Callinico V (10 settembre 1808 - 23 aprile 1809 dimesso) (per la seconda volta)
- Geremia IV (23 aprile 1809 - 4 marzo 1813 dimesso)
- Ieromartire Cirillo VI (4 marzo 1813 - 3 dicembre 1818 dimesso)
- Gregorio V (14 dicembre 1818 - 22 aprile 1821 deceduto) (per la terza volta)
- Eugenio II (22 aprile 1821 - 29 luglio 1822 deceduto)
- Antimo III (28 luglio 1822 - 9 luglio 1824 dimesso)
- Crisanto I (9 luglio 1824 - 26 settembre 1826 dimesso)
- Agatangelo I (26 settembre 1826 - 5 luglio 1830 dimesso)
- Costanzio I (6 luglio 1830 - 18 agosto 1834 dimesso)
- Costanzo II (18 agosto 1834 - 26 settembre 1835 dimesso)
- Gregorio VI (9 ottobre 1835 - 3 marzo 1840 dimesso)
- Antimo IV (1840 - 1841 dimesso)
- Antimo V (6 maggio 1841 - 12 giugno 1842 deceduto)
- Germano IV (1842 - 1845 dimesso)
- Melezio III (18 aprile 1845 - 28 novembre 1845 deceduto)
- Antimo VI (16 dicembre 1845 - 30 ottobre 1848 dimesso)
- Antimo IV (1848 - 1852 dimesso) (per la seconda volta)
- Germano IV (1852 - 1853 deceduto) (per la seconda volta)
- Antimo VI (6 ottobre 1853 - 3 ottobre 1855 dimesso) (per la seconda volta)
- Cirillo VII (3 ottobre 1855 - 13 luglio 1860 dimesso)
- Gioacchino II (16 ottobre 1860 - 21 luglio 1863 dimesso)
- Sofronio III (2 ottobre 1863 - 16 dicembre 1866 dimesso)[27]
- Gregorio VI (22 febbraio 1867 - 22 giugno 1871 dimesso) (per la seconda volta)
- Antimo VI (17 settembre 1871 - 12 ottobre 1873 dimesso) (per la terza volta)
- Gioacchino II (5 dicembre 1873 - 5 agosto 1878 deceduto) (per la seconda volta)
- Gioacchino III (16 ottobre 1878 - 11 aprile 1884 dimesso)
- Gioacchino IV (13 ottobre 1884 - 26 novembre 1886 deceduto)
- Dionisio V (23 gennaio 1887 - 13 agosto 1891 deceduto)
- Neofito VIII (8 novembre 1891 - 6 novembre 1894 dimesso)
- Antimo VII (1º febbraio 1895 - 10 febbraio 1897 dimesso)
- Costantino V (14 aprile 1897 - 9 aprile 1901 deceduto)
- Gioacchino III (7 giugno 1901 - 26 novembre 1912 deceduto) (per la seconda volta)
- Germano V (10 febbraio 1913 - 25 ottobre 1918 dimesso)
  - vacante 1918-1921
- Melezio IV (8 dicembre 1921 - 20 settembre 1923 dimesso)[28]
- Gregorio VII (6 dicembre 1923 - 17 novembre 1924 deceduto)
- Costantino VI (17 dicembre 1924 - 22 maggio 1925 dimesso)
- Basilio III (13 luglio 1925 - 29 settembre 1929 deceduto)
- Fozio II (7 ottobre 1929 - 29 dicembre 1935 deceduto)
- Beniamino (18 gennaio 1936 - 17 febbraio 1946 deceduto)
- Massimo V (20 febbraio 1946 - 18 ottobre 1948 dimesso)
- Atenagora (1º novembre 1948 - 7 luglio 1972 deceduto)[29]
- Demetrio (16 luglio 1972 - 2 ottobre 1991 deceduto)
- Bartolomeo, dal 2 novembre 1991

## Vescovi novaziani
- Marciano
- Sisinio (-412)
- Crisanto (412-419)
- Paolo (419-)